# باشگاه فوتبال ویتورول کنستانتسا
باشگاه فوتبال ویتورول کنستانتسا (انگلیسی: FC Viitorul Constanța) یک باشگاه فوتبال مستقر در اویدو، شهرستان کنستانتسا، رومانی بود که در سال ۲۰۲۱ با باشگاه فوتبال فارول کنستانتسا ادغام شد و به طور رسمی منحل گردید.

## تاریخچه
این تیم در سال ۲۰۰۹ توسط گئورگی هاجی تأسیس شد، به ویژه برای ترویج استعدادهای جوان از آکادمی خود شناخته شده بود که نام مستعار "بچه های هاجی" را برای آنها به ارمغان آورد.